# Кодевила
Кодевила (итал. Codevilla) је насеље у Италији у округу Павија, региону Ломбардија.
Према процени из 2011. у насељу је живело 769 становника. Насеље се налази на надморској висини од 149 м.

## Становништво
| 1936. | 1951. | 1961. | 1971. | 1981. | 1991. | 2001. | 2011. |
| ----- | ----- | ----- | ----- | ----- | ----- | ----- | ----- |
| 1.715 | 1.635 | 1.503 | 1.333 | 1.160 | 974   | 917   | 1.000 |